# Милевска планина
Милевска планина је планина која се налази у југоисточној Србији, 10 km источно од Власинског језера и северно од Босилеграда, на граници са Бугарском. Највиши врх је Бандера са висином од 1739 m. Припада групи Родопских планина. Име је добила по бугарском селу Милевец.
Постоје различита мишљења када је реч о простирању Милевске планине. Неки аутори сматрају да Милевска планина почиње од превоја Вргавица на северу, а завршава се превојем Славче на југу, од кога почиње планина Изворска Рудина. Дужина овако дефинисаног масива износи 30 km. Поједини аутори претходно дефинисан масив деле на два дела, две планине: Крвави камен и Милевску планину. Према њима планина Крвави камен пружа се од Вргавице до превоја између врхова Крвави камен (највиши са 1 737 m) и Оштрика (1 671 m). У овом случају Милевска планина простире се од поменутог превоја до Славчета са највишим врхом Самовилњаком или Билом (1 733 m). Постоје и аутори који издвајају и трећу, Царичку планину, са највишим врхом Оштриком. Милевска планина дефинисана у најширем смислу представља административне границе између општина Сурдулица и Трн (у њеном северном делу), општина Босилеград и Трн односно Босилеград и Трекљано (у јужном делу планине).
Милевска планина је једно од ретких подручја Србије које се налази у сливу Егејског мора. Воде водотока који извиру на овој планини одлазе у Егејско море преко реке Струме. Потоци који настају на српском делу планине формирају Божичку реку која заједно са Љубатском реком чини Драговиштицу, притоку Струме. Најпознатије реке са бугарске стране, које се формирају од вода са планине, су Базовичка и Метохијска река. Ове две реке уливају се у Трекљанску реку, такође притоку Струме. У биогеографском погледу битна одлика Милевске планине су шуме беле брезе.
Најважнија насељена места планине су села Паља, Колуница, Божица (општина Сурдулица), Милевци, Грујинци, варошица Босилеград (општина Босилеград), села Шипковица, Милевец, Драгојчинци, Метохија и Кашле (Бугарска). На подручју око врха Крвавог камена налазило се село са малим утврђењем. У том селу је ромејска војска у XI веку починила погром над бугарским становништвом (убила све становнике овог села) због чега врх носи такав назив.